# Nephasoma
Nephasoma is een geslacht in de taxonomische indeling van de Sipuncula (Pindawormen).
Het geslacht behoort tot de familie Golfingiidae. Nephasoma werd in 1946 beschreven door Pergament.

## Soorten
Nephasoma omvat de volgende soorten:
- Nephasoma (Cutlerensis) rutilofuscum
- Nephasoma (Nephasoma) abyssorum
- Nephasoma (Nephasoma) bulbosum
- Nephasoma (Nephasoma) capilleforme
- Nephasoma (Nephasoma) columbaris
- Nephasoma (Nephasoma) confusum
- Nephasoma (Nephasoma) constricticervix
- Nephasoma (Nephasoma) constrictum
- Nephasoma (Nephasoma) cutleri
- Nephasoma (Nephasoma) diaphanes
- Nephasoma (Nephasoma) ditadii
- Nephasoma (Nephasoma) eremita
- Nephasoma (Nephasoma) filiforme
- Nephasoma (Nephasoma) flagriferum
- Nephasoma (Nephasoma) laetmophilum
- Nephasoma (Nephasoma) lilljeborgi
- Nephasoma (Nephasoma) minutum
- Nephasoma (Nephasoma) multiaraneusa
- Nephasoma (Nephasoma) novaezealandiae
- Nephasoma (Nephasoma) pellucidum
- Nephasoma (Nephasoma) rimicola
- Nephasoma (Nephasoma) schuettei
- Nephasoma (Nephasoma) tasmaniense
- Nephasoma (Nephasoma) vitjazi
- Nephasoma (Nephasoma) wodjanizkii